# 1967年の阪急ブレーブス
1967年の阪急ブレーブスでは、1967年の阪急ブレーブスの動向をまとめる。
この年の阪急ブレーブスは、西本幸雄監督の5年目のシーズンであり、球団創設以来初のリーグ優勝を果たしたシーズンである。

## 概要
1964年に2位に浮上して以来、4位→5位とチーム成績が年々下降。主力選手に負け犬根性が染みつく中で西本監督は1966年のシーズン終了後、秋季キャンプ直前に残留予定の選手を西宮球場の会議室に集め、「次のシーズンも引き続き、一緒に戦ってくれる覚悟のある者は○印を、そうでない者は×印」を無記名で記載する信任投票を実施した。45票中「×」が7票、白紙が4票で、「○」以外が11票という結果に、西本は球団社長の岡野祐に辞任を申し出た。岡野は西本の辞意をオーナーの小林米三に伝えたが、小林は「うちの監督は西本君しかいない」とそれを認めず、続投が決まった。秋季キャンプでは最終日に偶然から西本と若手のマンツーマンによる打撃練習がおこなわれ、やがて主力選手も参加する練習へと発展し、「西本道場」と呼ばれた。
投手陣では長くチームを引っ張ったベテランの米田哲也・梶本隆夫などが開幕から堅実に勝ち星を重ね、足立光宏や石井茂雄などもそれなりの成績を残して西本監督の期待に応えた。打撃陣では2年目の長池徳士が青田昇ヘッドコーチの指導もあって本塁打を量産し、ダリル・スペンサーやゴードン・ウィンディ、森本潔や住友平などもそれなりの成績を収めた。チームは4月を首位で終了するとそれ以降は西鉄・南海・東映といったAクラス常連を寄せ付けず、開幕から1度も首位から滑り落ちることなく10月1日に準本拠地の西京極球場で球団創設以来の初優勝を達成。日本シリーズは川上哲治監督率いる巨人との初対決となったが、初優勝で選手が燃え尽きたのか2勝4敗で敗退した。

## チーム成績

### レギュラーシーズン
| 1 | 二 | 住友平     |
| 2 | 三 | 森本潔     |
| 3 | 左 | ウインディ |
| 4 | 中 | 長池徳二   |
| 5 | 右 | 早瀬方禧   |
| 6 | 一 | 石井晶     |
| 7 | 遊 | 山口富士雄 |
| 8 | 捕 | 岡村浩二   |
| 9 | 投 | 米田哲也   |

| 順位 | 4月終了時 | 4月終了時 | 5月終了時 | 5月終了時 | 6月終了時 | 6月終了時 | 7月終了時 | 7月終了時 | 8月終了時 | 8月終了時 | 9月終了時 | 9月終了時 | 最終成績 | 最終成績 |
| ---- | --------- | --------- | --------- | --------- | --------- | --------- | --------- | --------- | --------- | --------- | --------- | --------- | -------- | -------- |
| 1位  | 阪急      | --        | 阪急      | --        | 阪急      | --        | 阪急      | --        | 阪急      | --        | 阪急      | --        | 阪急     | --       |
| 2位  | 西鉄      | --        | 西鉄      | 1.5       | 東映      | 5.5       | 東映      | 6.5       | 東映      | 11.0      | 東映      | 9.5       | 西鉄     | 9.0      |
| 3位  | 東映      | 3.0       | 東映      | 3.0       | 西鉄      | 8.0       | 南海      | 9.0       | 南海      | 11.0      | 西鉄      | 11.0      | 東映     | 10.0     |
| 4位  | 南海      | 3.5       | 近鉄      | 5.0       | 南海      | 9.0       | 西鉄      | 9.0       | 東京      | 12.0      | 南海      | 12.0      | 南海     | 11.0     |
| 5位  | 近鉄      | 3.5       | 東京      | 5.5       | 東京      | 10.5      | 東京      | 9.5       | 西鉄      | 12.5      | 東京      | 15.0      | 東京     | 14,0     |
| 6位  | 東京      | 5.0       | 南海      | 6.0       | 近鉄      | 12.0      | 近鉄      | 14.0      | 近鉄      | 19.5      | 近鉄      | 18.5      | 近鉄     | 16.0     |

| 順位 | 球団             | 勝 | 敗 | 分 | 勝率 | 差   |
| 1位  | 阪急ブレーブス   | 75 | 55 | 4  | .577 | 優勝 |
| 2位  | 西鉄ライオンズ   | 66 | 64 | 10 | .508 | 9.0  |
| 3位  | 東映フライヤーズ | 65 | 65 | 4  | .500 | 10.0 |
| 4位  | 南海ホークス     | 64 | 66 | 3  | .492 | 11.0 |
| 5位  | 東京オリオンズ   | 61 | 69 | 7  | .469 | 14.0 |
| 6位  | 近鉄バファローズ | 59 | 71 | 2  | .454 | 16.0 |

### 日本シリーズ
| 日付                                   | 試合   | ビジター球団（先攻） | スコア | ホーム球団（後攻） | 開催球場     |
| -------------------------------------- | ------ | -------------------- | ------ | ------------------ | ------------ |
| 10月21日（土）                         | 第1戦  | 読売ジャイアンツ     | 7 - 3  | 阪急ブレーブス     | 阪急西宮球場 |
| 10月22日（日）                         | 第2戦  | 読売ジャイアンツ     | 1 - 0  | 阪急ブレーブス     | 阪急西宮球場 |
| 10月23日（月）                         | 移動日 | 移動日               | 移動日 | 移動日             | 移動日       |
| 10月24日（火）                         | 第3戦  | 阪急ブレーブス       | 1 - 6  | 読売ジャイアンツ   | 後楽園球場   |
| 10月25日（水）                         | 第4戦  | 阪急ブレーブス       | 9 - 5  | 読売ジャイアンツ   | 後楽園球場   |
| 10月26日（木）                         | 第5戦  | 阪急ブレーブス       | 6 - 3  | 読売ジャイアンツ   | 後楽園球場   |
| 10月27日（金）                         | 移動日 | 移動日               | 移動日 | 移動日             | 移動日       |
| 10月28日（土）                         | 第6戦  | 読売ジャイアンツ     | 9 - 3  | 阪急ブレーブス     | 阪急西宮球場 |
| 優勝：読売ジャイアンツ（3年連続9回目） |        |                      |        |                    |              |

## オールスターゲーム1967
| - コーチ 西本幸雄 | - ファン投票 森本潔 長池徳二 | - 監督推薦 梶本隆夫 米田哲也 足立光宏 岡村浩二 山口富士雄 |

## できごと
- 7月30日 - 東京戦ダブルヘッダー第1試合2回裏、ノーアウト1・2塁で次打者・大塚弥寿男はカウント2-2からセカンドにハーフライナー、二塁手・住友平はこれをダイレクトキャッチでアウト、続いて2塁ベースを踏んで2塁走者・前田益穂がアウト、更に1塁走者・篠原良昭にもタッチしてアウト、史上初の「無補殺三重殺」となった。

## 表彰選手
| リーグ・リーダー | リーグ・リーダー | リーグ・リーダー | リーグ・リーダー |
| 選手名           | タイトル         | 成績             | 回数             |
| ---------------- | ---------------- | ---------------- | ---------------- |
| 足立光宏         | 最優秀選手       |                  | 初受賞           |
| 足立光宏         | 最優秀防御率     | 1.75             | 初受賞           |
| 石井茂雄         | 最高勝率         | .692             | 初受賞           |

| ベストナイン | ベストナイン | ベストナイン |
| 選手名       | ポジション   | 回数         |
| ------------ | ------------ | ------------ |
| 足立光宏     | 投手         | 初受賞       |
| 森本潔       | 三塁手       | 初受賞       |
| 長池徳二     | 外野手       | 初受賞       |

## ドラフト
| 順位 | 選手名   | 守備位置 | 所属               | 結果               |
| ---- | -------- | -------- | ------------------ | ------------------ |
| 1位  | 渡辺一夫 | 投手     | 東北福祉大学付属高 | 入団               |
| 2位  | 宮本幸信 | 投手     | 中央大学           | 入団               |
| 3位  | 渡辺幸三 | 外野手   | 中京高             | 拒否・法政大学進学 |
| 4位  | 正垣泰祐 | 外野手   | 日本大学           | 入団               |
| 5位  | 渡辺勉   | 内野手   | 仙台育英学園高     | 入団               |
| 6位  | 醍醐恒男 | 捕手     | 習志野高           | 入団               |
| 7位  | 合田養   | 投手     | 新居浜商業高       | 拒否・日本鋼管入社 |
| 8位  | 太田高義 | 投手     | 大倉工業           | 拒否               |
| 9位  | 当銀秀崇 | 外野手   | 駒澤大学           | 入団               |
| 10位 | 安井智浩 | 外野手   | 三田学園高         | 拒否               |